# Marco Kroß
Marco Kroß (* 5. August 1992 in Leipzig) ist ein deutscher Sportschütze im Wurfscheibenschießen in der Disziplin Trap.

## Leben und Karriere
Kroß hat erstmals 2009 mit 16 Jahren an den Deutschen Meisterschaften in München in seiner Altersklasse teilgenommen und verfehlte als Vierter knapp eine Medaille. 2012 wurde er Deutscher Meister in der damaligen Juniorenklasse A. Nach dem Wechsel in die Herrenklasse brach seine Leistung 2013–2016 um ca. 5 Wurfscheiben im Durchschnitt ein. 2017 fand er jedoch zu seiner alten Leistung zurück und konnte diese sogar noch steigern und belegt seitdem Plätze unter den Top Ten. Mit der Mannschaft wurde er Dritter bei den Deutschen Meisterschaften und konnte auch bei den nationalen Ranglisten-Wettkämpfen überzeugen, dadurch schaffte er als Quereinsteiger den Sprung in den Nationalkader.
Marco Kroß' erster internationaler Wettkampf war der Weltcup 2018 in Guadalajara. Seine bisher besten Ergebnisse waren die fünften Plätze mit der Mannschaft bei den Weltcups 2021 in Osijek und 2022 in Baku. 2019 wurde er zum zweiten Mal Deutscher Meister.